# Flugplatz Görlitz

i7
i11
i13
Der Verkehrslandeplatz Görlitz (ICAO-Code: EDBX) befindet sich im Nordwesten der Stadt Görlitz in drei Kilometer Entfernung vom Zentrum. Der Flugplatz ist nahe der polnischen Grenze gelegen (weniger als sechs Kilometer entfernt), die sich aus dem Verlauf des Flusses Neiße gut erkennen lässt.

## Geschichte
Einst als Zivilflugplatz geplant und 1925 in Betrieb genommen, wurde der Flugplatz zwischen 1930 und 1945 nicht nur von Flugzeugen angeflogen, sondern auch von Luftschiffen besucht.

### Militärische Nutzung
Von 1935 bis zum Ende des Zweiten Weltkriegs wurde der Flugplatz Görlitz militärisch genutzt. Anfangs lagen hier nur Ausbildungsverbände wie die Fliegerschule Görlitz und die Flugzeugführerschule (FFS) A/B 1 später umbenannt in FFS A 1. Erst im letzten Kriegsjahr lagen hier auch aktive fliegende Einheiten. Die folgende Tabelle zeigt eine Auflistung ausgesuchter fliegender aktiver Einheiten (ohne Schul- und Ergänzungsverbände) die hier zwischen 1939 und 1945 stationiert waren.
| Von          | Bis          | Einheit                                                               | Ausrüstung                               |
| ------------ | ------------ | --------------------------------------------------------------------- | ---------------------------------------- |
| Februar 1945 | Februar 1945 | III./SG 2 (III. Gruppe des Schlachtgeschwaders 2)                     | Junkers Ju 87D-5                         |
| März 1945    | Mai 1945     | II./JG 6 (II. Gruppe des Jagdgeschwaders 6)                           | Focke-Wulf Fw 190A-8, Focke-Wulf Fw 190D |
| April 1945   | Mai 1945     | 10.(Pz.)/SG 77 (10. (Panzerjagd-) Staffel des Schlachtgeschwaders 77) | Junkers Ju 87D-5, Junkers Ju 87G-2       |

Auch nach dem Krieg diente der Flughafen militärischen Zwecken, und zwar der NVA der DDR als Hubschrauberlandeplatz sowie ab 1953 militärsportlich der Gesellschaft für Sport und Technik (GST) bis zur Schließung 1979. Bis zu diesem Zeitpunkt bestand parallel auch eine zivile Nutzung durch Flugsportfreunde. Die Schließung des Flugplatzes Görlitz endete 1990 kurz nach der Wende, erforderte aber neue Genehmigungen.

### Zivile Nutzung
Ab 1. Juli 1925 fand für neun Jahre planmäßiger Flugbetrieb statt. Noch vor Eröffnung veranstaltete man jedoch schon am 9. und 10. August 1924 die Görlitzer Flugtage. Der 1925 aufgenommene Linienflugverkehr mit Kleinflugzeugen führte zu den Flugplätzen nach Breslau im Osten, nach Dresden im Westen und nordwestlich nach Leipzig.
Am 5. Oktober 1930 landet ein Luftschiff, das LZ 127 Graf Zeppelin erstmals in Görlitz. Das LZ 127 wurde Ende 1928 mit beachtlichen 236 m Länge in Friedrichshafen von der Luftschiffwerft Luftschiffbau Zeppelin GmbH hergestellt (der dortige Bau der Luftschiffe geht auf den Erfinder Ferdinand Graf von Zeppelin zurück). Dieser Zeppelin wurde nach einigen Weltreisen und absolvierten 1.690.000 km Flugleistung dann im Jahr 1937 (zunächst als Museum) stillgelegt. Auch das letzte große Luftschiff Graf Zeppelin II, das LZ 130 besuchte auf einer der 30 Fahrten dieses Luftschiffs den Görlitzer Flughafen, und zwar am 16. Juli 1939. Von den Zeppelin-Fahrten nach Görlitz gibt es diverse Fotos auf alten Ansichtskarten. Dieser am 14. Sept. 1938 in Dienst gestellte Zeppelin LZ 130 wurde nicht durch ein Unglück zerstört, sondern 1940 außer Dienst gestellt und verschrottet. Somit ging die große Ära der erfolgreichen Luftschiffe in der Zeit von 1900 bis 1940 nicht am Görlitzer Flugplatz vorbei.
Zu DDR-Zeiten wurde von 1955 bis 1979 der Segelflugsport und die Segelflugausbildung betrieben, bis der Görlitzer Flugplatz politisch motiviert geschlossen wurde (Möglichkeit zur Flucht aus der DDR).

## Flugplatzbetrieb seit 1990

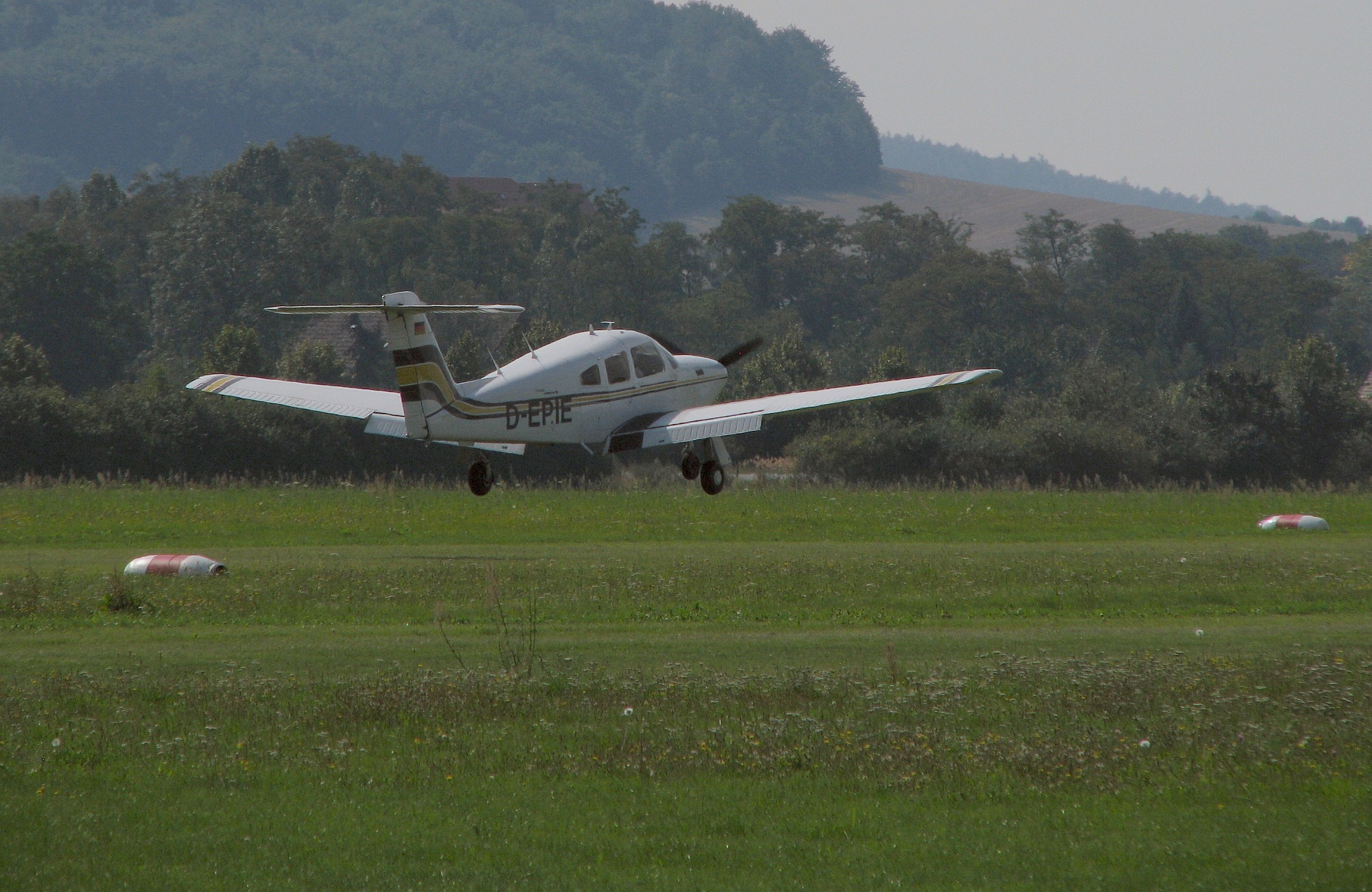
Die Geschäfts- und Privatfliegerei in Görlitz am Flugplatz

### Zulassung
Seit der Wiedereröffnung 1990 dient der Verkehrslandeplatz Görlitz der allgemeinen Luftfahrt. Der Fortbestand nach der Wende ist dem Görlitzer Flugsportclub e. V. zu danken, der sich gegen einige Widerstände dafür einsetzte, die Wiederaufnahme des Flugbetriebes zu ermöglichen. Zwischenzeitlich kann der Görlitzer Verkehrslandeplatz von Flugzeugen bis zu 5,7 t Startgewicht, Drehflüglern ohne Gewichtsbegrenzung, Motorseglern, Segelflugzeugen im Flugzeugschlepp und Windenstart, Ultraleichtflugzeugen, Gleitseglern und Flugmodellen genutzt werden.

### Geschäftsfliegerei und Vereinsflugsport
Heute wird dieser Platz (Flugplatz in 02828 Görlitz, Girbigsdorfer Str. 85) zwar nicht für den Linien- und Charterflugverkehr verwendet, aber gern von Geschäfts- und Privatflugzeugen angeflogen sowie im Übrigen von Segel- und Motorflugvereinen genutzt, wie z. B. dem Görlitzer Flugsportclub e. V. (Görlitzer FSC), dem Fliegerclub Eibau-Oberlausitz e. V. und dem Zittauer Flugsportverein „Lusatia“ e. V.
Seit 2015 ist der Flugplatz außerdem die fliegerische Heimat des Gleitschirm- und Drachenflugvereins Leichtflieger-Oberlausitz e. V., der hier mittels Seilwinde zu motorlosen Flügen startet.

### Rundflüge
Rundflüge mit Motor- und Segelflugzeugen sind örtlich zu erfragen und bei Sichtflugbedingungen möglich über die Stadt Görlitz, die Landeskrone (Erhebung 429 m ü. NN), den Berzdorfer See (neuer See aus dem ehemaligen Braunkohletagebau Berzdorf) und darüber hinaus über die Oberlausitz, Niederschlesien und die Zittauer Region.

### Flugbewegungen
Die Zahl der Flugbewegungen, also der Starts und Landungen weist eine kontinuierliche Steigerung aus. So stieg die Zahl der Flugbewegungen von 5000 im Jahr 2001 auf 6000 Flugbewegungen im Jahr 2004 und 2007 auf über 7000. 2019 lagen die Zahlen sogar über denen der Kreisstadt Rothenburg. Der günstig gelegene Flugplatz erweist sich damit als eine notwendige Ergänzung der gewerblichen und touristischen Infrastruktur der Stadt Görlitz, in der auch überregional tätige Unternehmen ansässig sind.

## Flugplatzgelände

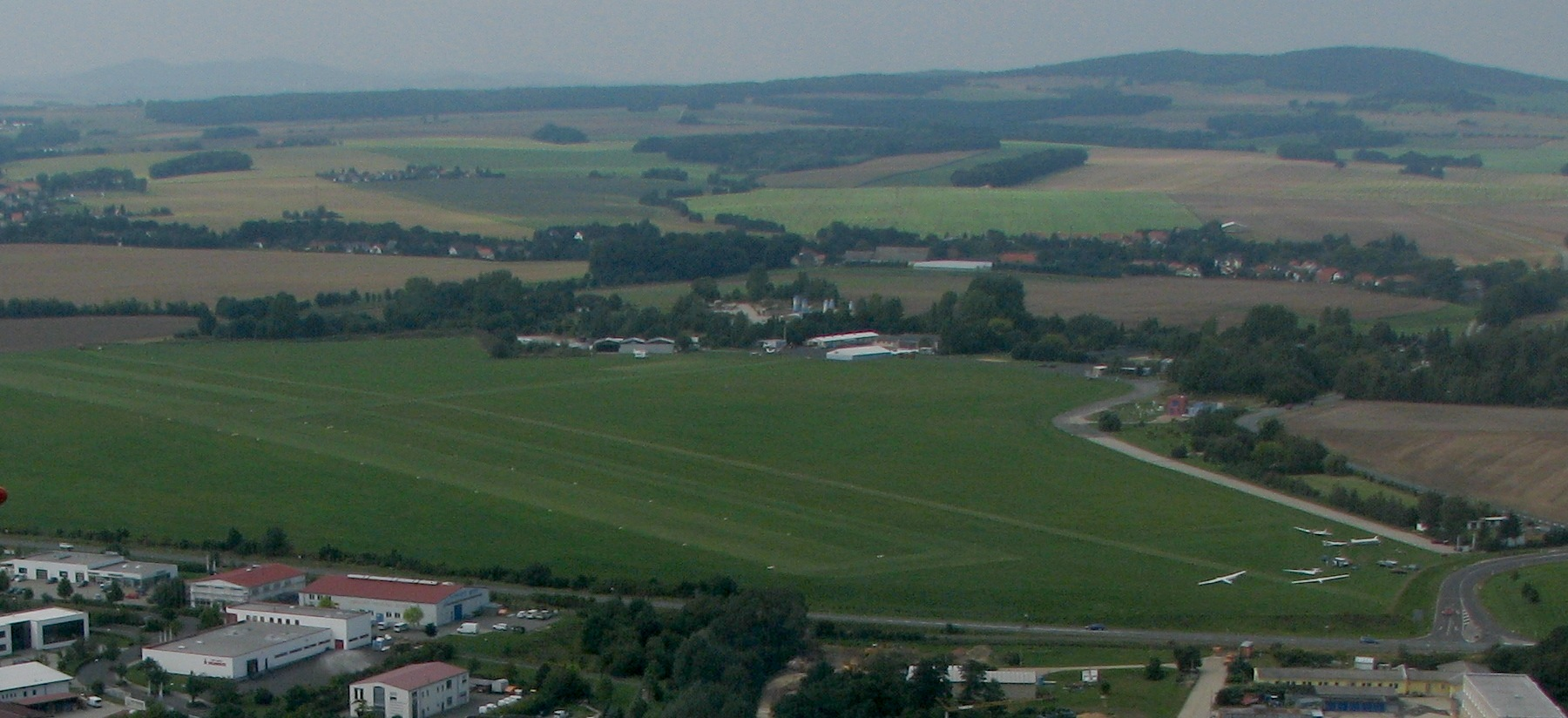
Luftbild vom Flugplatzgelände

Das an der Bundesstraße 6 gelegene Flugplatzgelände weist überwiegend eine Gras-Anlage aus; die Fahrstraßen für Autos sind im Wesentlichen befestigt. Eine vom Luftfahrt-Bundesamt zertifizierte Werkstatt für vereinseigene Segelflugzeuge und Motorsegler ist vorhanden.
Beim Vorfeld befinden sich der Hubschrauberlandeplatz und Abstellflächen für Motorflugzeuge; ein Teil der Vorfeldflächen im Hallenbereich ist asphaltiert.

## Ausbildung
Ausbildung zum Erwerb bestimmter Motor- und Segelflugscheine ist am Flugplatz in Görlitz bzw. am Flugplatz Rothenburg/Görlitz in Rothenburg/Oberlausitz möglich.
Eine schulische Besonderheit gibt es seit dem Schuljahr 2004/2005 für Schüler des Beruflichen Schulzentrums für Technik in Görlitz: Schüler haben hier die Möglichkeit, parallel zum Abitur eine Ausbildung in Luft- und Raumfahrttechnik – auch zusammen mit einer Pilotenausbildung – zu absolvieren.

## Anfahrt
Der Flugplatz ist über die Bundesautobahn 4 Dresden–Görlitz oder B 6, B 115, B 99 zu erreichen. Er liegt unmittelbar westlich an der B 6 und nordwestlich an der Ortsumgehung (B 115) von Görlitz (5 km bis Stadtmitte).

## Betreiber
Die Betreibung dieses Verkehrslandeplatzes liegt bei der Flugplatz Rothenburg/Görlitz GmbH mit Sitz in 02929 Rothenburg (Oberlausitz), gegründet 1. Januar 2000.